# Asellus hilgendorfii
Asellus hilgendorfii är en kräftdjursart som beskrevs av Carl Erik Alexander Bovallius 1886. Asellus hilgendorfii ingår i släktet Asellus och familjen sötvattensgråsuggor.

## Underarter
Arten delas in i följande underarter:
- A. h. hilgendorfii
- A. h. martynovi
- A. h. ryukyuensis